# Canyon d'Itaimbezinho
Le canyon d'Itaimbezinho (Cânion do Itaimbezinho en portugais) est un canyon du massif de la Serra Geral. Il se situe à la limite des États du Rio Grande do Sul et de Santa Catarina, au Brésil. Il s'agit de la principale curiosité naturelle du parc national d'Aparados da Serra.
Le canyon a une longueur d'environ 5 800 m, avec une largeur maximale de 2 000 m et une hauteur maximale d'environ 720 m ; il est traversé par le cours d'eau Perdizes.
Il se partage entre les municipalités de Cambará do Sul et de Praia Grande.

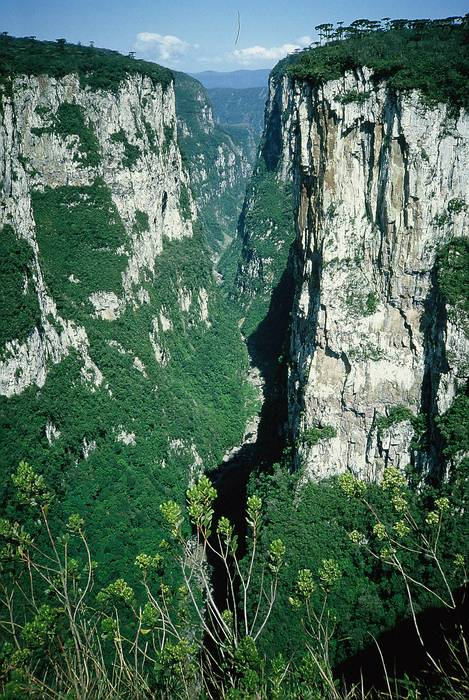
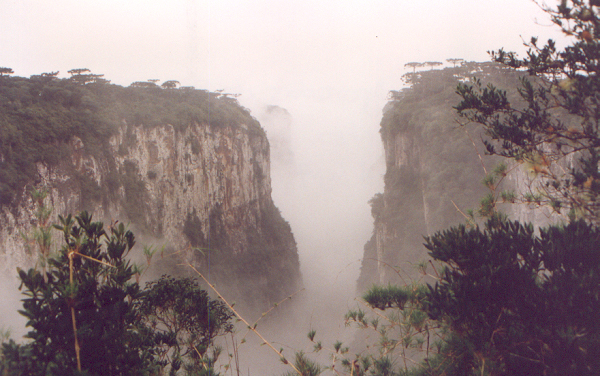
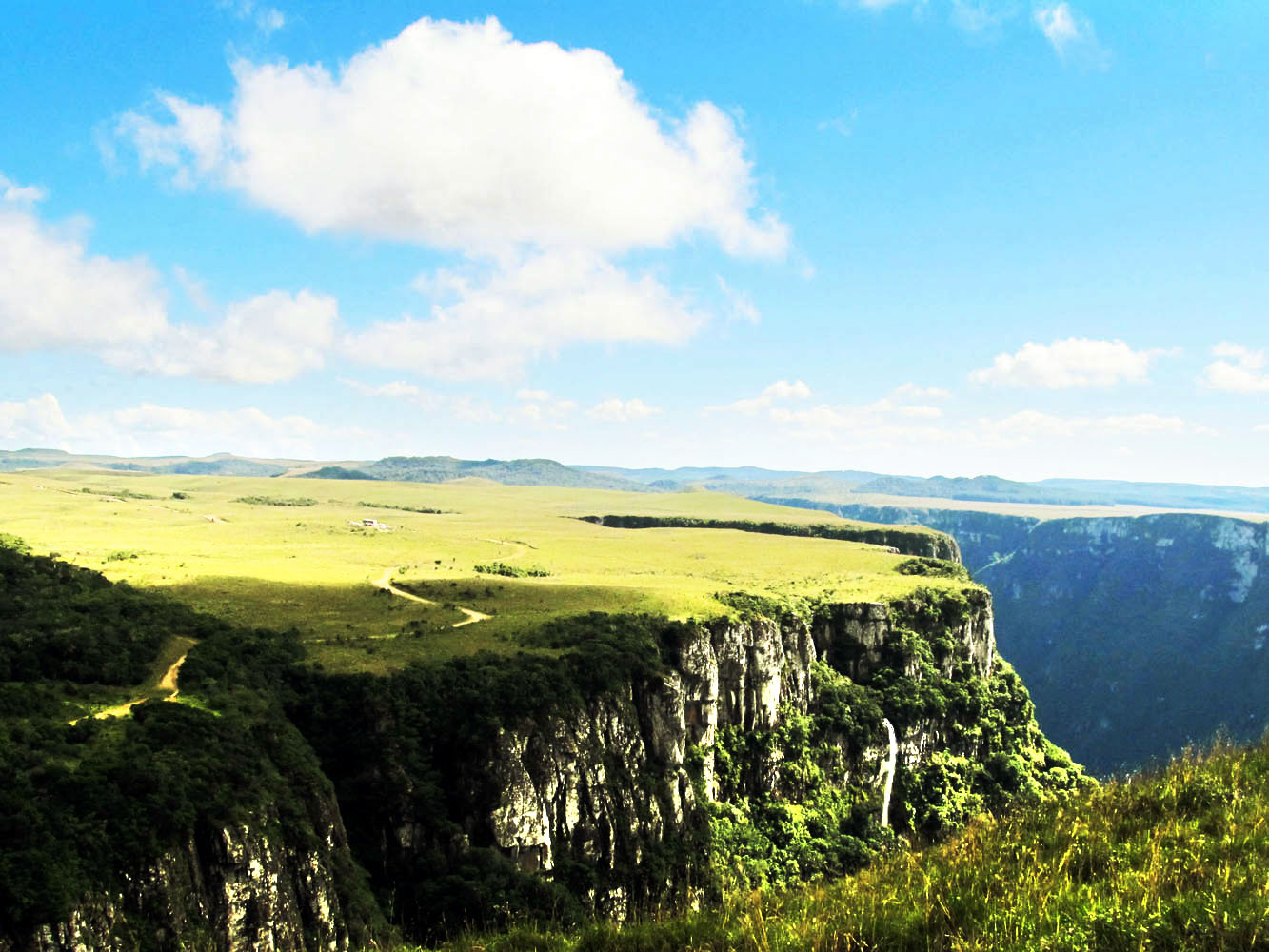
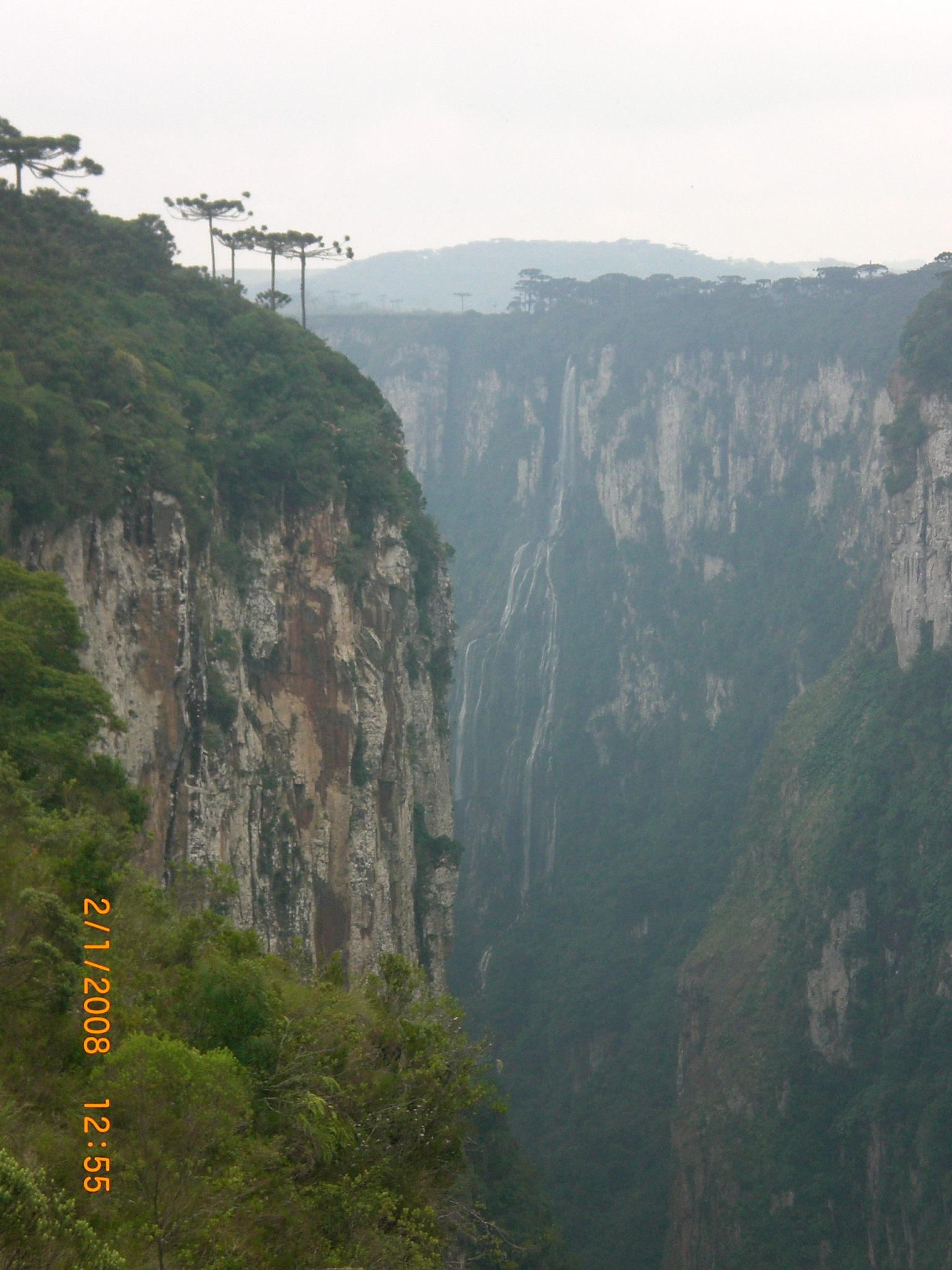